# Euphrasia mucronulata
Euphrasia mucronulata là loài thực vật có hoa thuộc họ Cỏ chổi. Loài này được Nakai ex Kimura mô tả khoa học đầu tiên năm 1941.